# BCF Arena
BCF Arena (dawniej jako La patinoire Saint-Léonard) – wielofunkcyjna hala widowiskowo-sportowa znajdująca się we Fryburgu w Szwajcarii, otwarta w 1983 roku, o maksymalnej pojemności 9 075 widzów.

## Historia

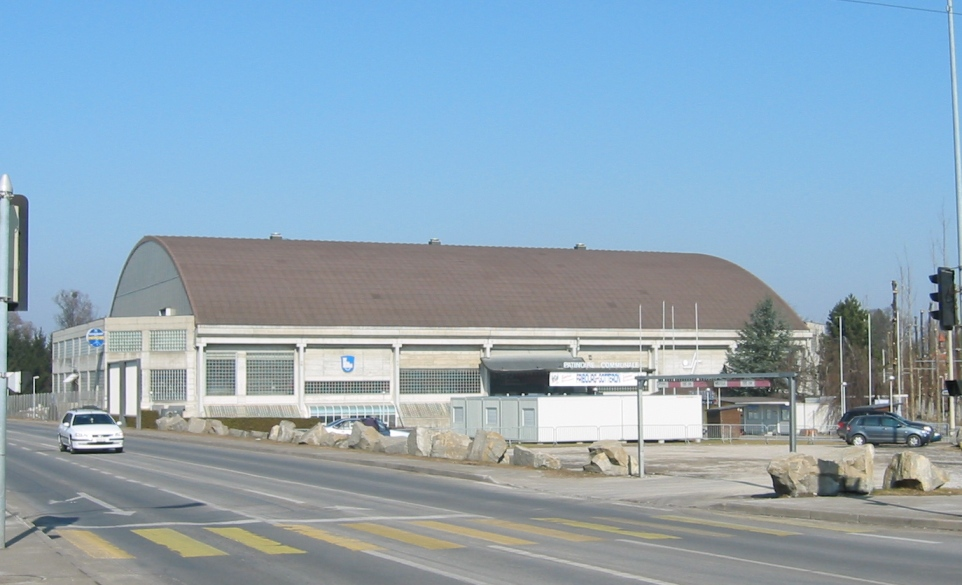
Stary budynek La patinoire Saint-Léonard (2003)

Budowę hali rozpoczęto w 1982 roku, a do jej inauguracji doszło podczas sezonu 1982/83 National League. Od tamtego czasu jej użytkownikiem jest klub Fribourg-Gottéron.
W 1984 lodowisko gościło papieża Jana Pawła II podczas jego podróży apostolskiej do Szwajcarii. W 1990 odbyły się tutaj mecze pierwszej rundy mistrzostw świata w hokeju na lodzie.

W 2010 sponsorem tytularnym hali została spółka Freiburger Kantonalbank (fr. Banque cantonale de Fribourg); odtąd hala nosi nazwę BCF Arena.

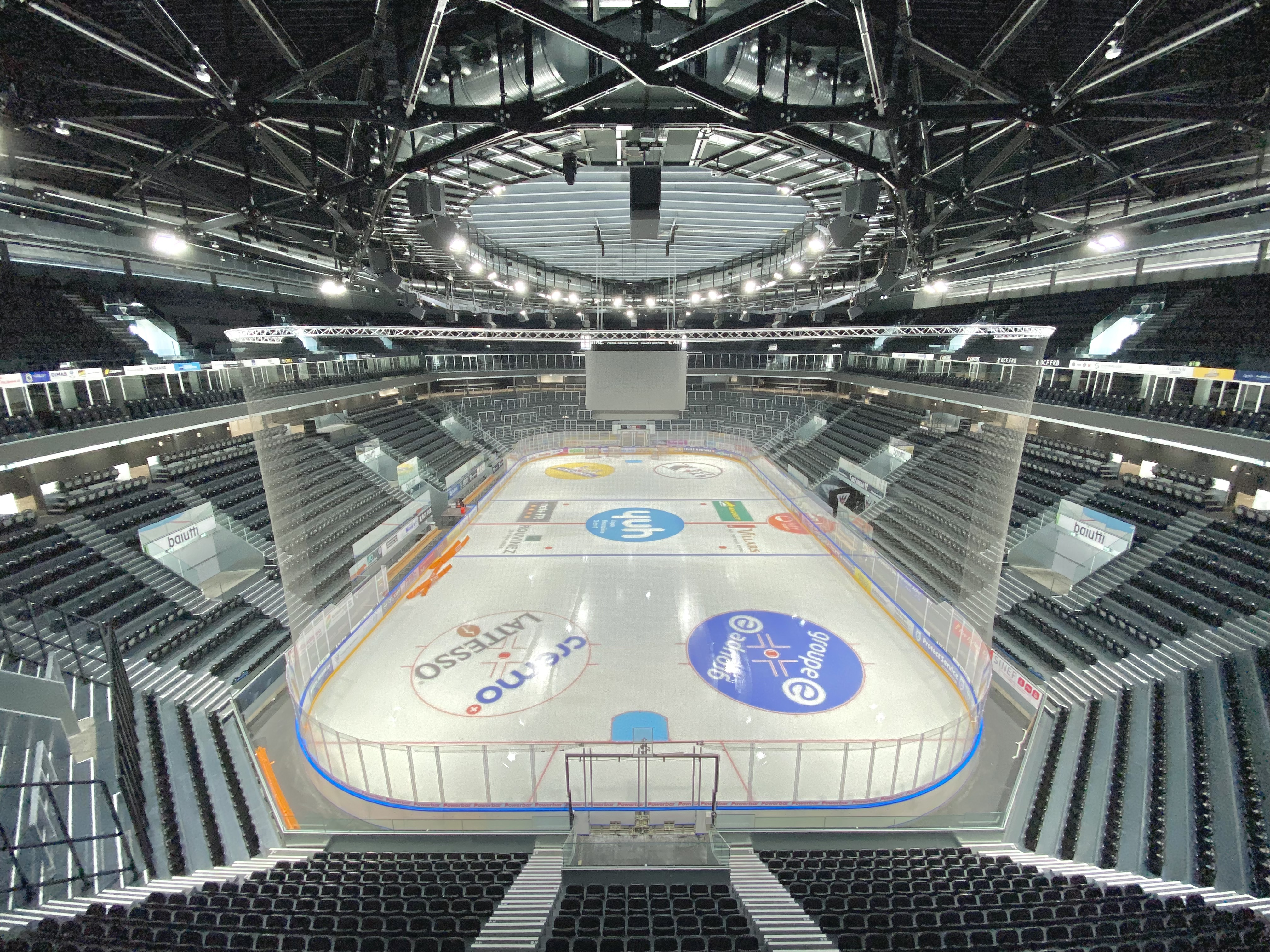
Wnętrze areny (2022)

Mimo planów zburzenia BCF Areny w miejsce nowego, lepiej przystosowanego obiektu, w październiku 2017 rada miasta Fryburga zagłosowała za przebudową areny. Modernizację obiektu zrealizowano w latach 2018–2020. Pojemność hali zwiększono z około 6 500 do 8 500, na powierzchni 3770 m² zainstalowano panele słoneczne oraz udostępniono widzom nowe obiekty gastronomiczne: 12 barów z przekąskami, 6 restauracji oraz 76 miejsc typu „Dine & View”. Prace kosztowały 88 mln franków szwajcarskich, z czego 50% pokryto ze środków prywatnych.
W grudniu 2022 odbyła się tu inauguracyjna edycja turnieju Swiss Ice Hockey Games. W listopadzie 2023 pojemność została zwiększona do 9 075, jednak zapowiedziano również plany zwiększenia jej w przyszłości do około 9,5 tys., co jest maksymalną ilością miejsc możliwą do udostępnienia biorąc pod uwagę konstrukcję budynku. W 2026 ponownie odbędą się tu mecze mistrzostw świata w hokeju na lodzie.